# 劉梲
刘棁，西汉常山宪王刘舜的长子，母亲是刘舜的妾。

## 生平
刘棁的母亲不受宠，刘舜因此不喜爱刘棁，不把他当儿子看待。刘舜死后，没有分给刘棁财物。有郎官因此劝谏太子刘勃和王后脩，但没有听从。刘勃即位后也不收纳抚恤刘棁，刘棁因此怨恨刘勃和王后脩。汉朝使者前来视察刘舜的丧事时，刘棁告发刘舜生病时，刘勃和王后脩不侍候刘舜；刘舜逝世后，他们六天就离开服丧的房舍；刘勃私下奸淫、饮酒、赌赙、击筑，与女子在街上乘车奔驰，进入监狱探看囚犯。最后王后脩被废黜，刘勃被放逐。